# Alaginci
Alaginci is een plaats in de gemeente Požega in de Kroatische provincie Požega-Slavonië. De plaats telt 218 inwoners (2001).